# Aïdan Chollet
Aïdan Chollet (* 2. Dezember 2004) ist ein französischer Snowboarder. Er startet im Snowboardcross.

## Werdegang
Chollet, der für den Ski Club des Deux-Alpes startet, nahm im Januar 2021 in Isola 2000 erstmals am Europacup teil, wobei er die Plätze 32, 28 sowie 17 errang und fuhr bei den Juniorenweltmeisterschaften im folgenden Jahr in Veysonnaz auf den 33. Platz. In der Saison 2022/23 wurde er mit vier Podestplatzierungen, darunter drei Siege Zweiter in der Snowboardcross-Wertung des Europacups und holte bei den Juniorenweltmeisterschaften 2023 am Passo San Pellegrino die Bronzemedaille im Teamwettbewerb sowie die Silbermedaille im Einzel. Zudem nahm er im Les Deux Alpes erstmals am Snowboard-Weltcup, wobei er den 16. Platz errang und erreichte in Cortina d’Ampezzo mit dem sechsten Platz sowie in der Sierra Nevada mit dem neunten Rang seine ersten Top-Zehn-Platzierungen in dieser Rennserie. Beim Saisonhöhepunkt, den Weltmeisterschaften 2023 in Gudauri, belegte er den 25. Platz. Im April 2023 wurde er französischer Meister im Snowboardcross. In der Saison 2023/24 kam er mit vier Top-Zehn-Platzierungen auf den 13. Platz im Snowboardcross-Weltcup und gewann bei den Juniorenweltmeisterschaften 2024 in Gudauri die Bronzemedaille im Einzel sowie die Silbermedaille im Teamwettbewerb. Nach Platz 14 beim Europacup im Pitztal zu Beginn der Saison 2024/25, fuhr er im Weltcup siebenmal unter den ersten Zehn. Dabei holte er in Cortina d’Ampezzo seinen ersten Weltcupsieg und errang in Mont Sainte-Anne den zweiten Platz. Zudem gewann er in Montafon zusammen mit Julia Pereira de Sousa den Teamwettbewerb und belegte zum Saisonende den vierten Platz im Snowboardcross-Weltcup. Beim Saisonhöhepunkt, den Weltmeisterschaften 2025 in Engadin, wurde er Achter im Einzel und Vierter im Teamwettbewerb.

## Erfolge

### Snowboard-Weltmeisterschaften
- 2023 Bakuriani: 25. Platz Snowboardcross
- 2025 Engadin: 4. Platz Snowboardcross Team, 8. Platz Snowboardcross

### Weltcupsiege und Weltcup-Gesamtplatzierungen

#### Weltcupsiege im Einzel
| Nr. | Datum            | Ort               |
| --- | ---------------- | ----------------- |
| 1.  | 15. Februar 2025 | Cortina d’Ampezzo |

#### Weltcupsiege im Team
| Nr. | Datum         | Ort        |
| --- | ------------- | ---------- |
| 1.  | 22. März 2025 | Montafon 1 |

#### Weltcup-Gesamtplatzierungen
| Saison  | Punkte | Platz |
| ------- | ------ | ----- |
| 2022/23 | 105    | 25.   |
| 2023/24 | 280    | 13.   |
| 2024/25 | 407    | 4.    |

### Europacup
- Saison 2022/23: 2. Platz Snowboardcross-Wertung
- 4 Podestplatzierungen, davon 1 Sieg

### Juniorenweltmeisterschaften
- 2022 Veysonnaz: 33. Platz Snowboardcross
- 2023 Passo San Pellegrino: 2. Platz Snowboardcross, 3. Platz Snowboardcross Team
- 2024 Gudauri 2. Platz Snowboardcross Team, 3. Platz Snowboardcross